# Sokol Hradec Králové
Sokol Hradec Králové je český ženský basketbalový klub, který sídlí v Hradci Králové ve stejnojmenném kraji. První basketbalový oddíl hradeckého Sokola byl založen již v roce 1924 a patří tak k nejstarším v republice. Největšího úspěchu dosáhl hradecký klub v sezóně 2018/19, kdy se stalo družstvo Sokola vítězem Českého poháru žen. Od sezóny 2000/01 působí v české nejvyšší basketbalové soutěži žen, známé pod názvem Ženská basketbalová liga. Klubové barvy jsou červená a bílá.
Své domácí zápasy odehrává v hale Sokola Hradec Králové s kapacitou 600 diváků.

## Historické názvy
Zdroj: 
- 1924 – TJ Sokol Hradec Králové-Pražské Předměstí 2 (Tělocvičná jednota Sokol Hradec Králové-Pražské Předměstí 2)
- 1953 – TJ Dynamo Hradec Králové (Tělocvičná jednota Dynamo Hradec Králové)
- 1990 – TJ Sokol Hradec Králové (Tělocvičná jednota Sokol Hradec Králové)
- 2000 – TJ Sokol Amaranth Hradec Králové (Tělocvičná jednota Sokol Amaranth Hradec Králové)
- 2002 – TJ VČP Sokol Hradec Králové (Tělocvičná jednota Východočeská plynárenská Sokol Hradec Králové)
- 2005 – TJ Sokol Hradec Králové (Tělocvičná jednota Sokol Hradec Králové)
- 2015 – Sokol ZVUS Hradec Králové
- 2017 – Sokol Nilfisk Hradec Králové
- 2019 – Sokol Hradec Králové

## Získané trofeje
- Český pohár v basketbalu žen (1×)
  - 2018/19[4]

- Federální pohár v basketbalu žen (1×)
  - 2022[6]

## Soupiska sezóny 2022/2023
| Číslo | Stát     | Hráčka                   | Ročník | Výška  |
| ----- | -------- | ------------------------ | ------ | ------ |
| 1     | Česko    | Simona Fišerová          | 2002   | 183 cm |
| 4     | Česko    | Anna Brožová             | 2005   | 169 cm |
| 6     | Česko    | Charlotte Velichová      | 2004   | 177 cm |
| 7     | Česko    | Alena Hanušová           | 1991   | 191 cm |
| 9     | Česko    | Michaela Matušková       | 1997   | 171 cm |
| 10    | Česko    | Kateřina Zeithammerová   | 2002   | 162 cm |
| 11    | Česko    | Kateřina Zavázalová      | 1990   | 172 cm |
| 11    | Česko    | Kristýna Čuperková       | 1991   | 173 cm |
| 14    | Česko    | Klára Vojtíková          | 1994   | 190 cm |
| 15    | Česko    | Barbora Leopoldová       | 2005   | 188 cm |
| 17    | Česko    | Lucie Bolardtová         | 2000   | 179 cm |
| 21    | Česko    | Alžběta Levínská         | 2000   | 178 cm |
| 22    | Ukrajina | Tetiana Havrylchyk       | 2000   | 194 cm |
| 23    | Česko    | Jindřiška Hrubá          | 2004   | 178 cm |
| 32    | Česko    | Pamela Therese Effangová | 1993   | 178 cm |
| 41    | Česko    | Martina Pokorná          | 2002   | 185 cm |
| 45    | Česko    | Natálie Vlachová         | 2005   | 173 cm |
|       | Česko    | Klára Marečková          | 1990   | 185 cm |

## Umístění v jednotlivých sezonách
Stručný přehled
Zdroj: 
- 1953–1954: Mistrovství Československa (1. ligová úroveň v Československu)
- 1961–1962: 1. liga (1. ligová úroveň v Československu)
- 1993–1996: 1. liga (1. ligová úroveň v České republice)
- 1996–2000: 2. liga (2. ligová úroveň v České republice)
- 2000–2005: 1. liga (1. ligová úroveň v České republice)
- 2005– : Ženská basketbalová liga (1. ligová úroveň v České republice)
- 2007–2008: Central Europe Women's League (mezinárodní soutěž)
- 2010–2011: Central Europe Women's League (mezinárodní soutěž)
- 2018–2019: Central Europe Women's League (mezinárodní soutěž)

Jednotlivé ročníky
Zdroj: 
Legenda: ZČ - základní část, červené podbarvení - sestup, zelené podbarvení - postup, fialové podbarvení - reorganizace, změna skupiny či soutěže
| Československo (1953 – 1993) |                               |           |                  |                                       |              |
| Sezóny                       | Soutěž                        | Úroveň    | ZČ               | Play-off, nadstavba, sk. o udržení... | Poznámky     |
| 1953/54                      | Mistrovství Československa    | 1. úroveň | 7. místo         |                                       | Sestup       |
| ...                          |                               |           |                  |                                       |              |
| 1961/62                      | 1. liga                       | 1. úroveň | 12. místo        |                                       | Sestup       |
| ...                          |                               |           |                  |                                       |              |
| Česko (1993 – )              |                               |           |                  |                                       |              |
| Sezóny                       | Soutěž                        | Úroveň    | ZČ               | Play-off, nadstavba, sk. o udržení... | Poznámky     |
| 1993                         | 1. liga                       | 1. úroveň | 3. místo         | Zápas o 3. místo (výhra)              |              |
| 1993/94                      | 1. liga                       | 1. úroveň | 8. místo         |                                       |              |
| 1994/95                      | 1. liga                       | 1. úroveň | 9. místo         |                                       |              |
| 1995/96                      | 1. liga                       | 1. úroveň | 10. místo        |                                       | Sestup       |
| 1996/97                      | 2. liga                       | 2. úroveň | ?. místo         |                                       |              |
| 1997/98                      | 2. liga                       | 2. úroveň | ?. místo         |                                       |              |
| 1998/99                      | 2. liga                       | 2. úroveň | ?. místo         |                                       |              |
| 1999/00                      | 2. liga                       | 2. úroveň | ?. místo         |                                       | Postup       |
| 2000/01                      | 1. liga                       | 1. úroveň | 7. místo         | Play-out (1. místo)                   |              |
| 2001/02                      | 1. liga                       | 1. úroveň | 4. místo         | Zápas o 3. místo (prohra)             |              |
| 2002/03                      | 1. liga                       | 1. úroveň | 5. místo         | Zápas o 3. místo (prohra)             |              |
| 2003/04                      | 1. liga                       | 1. úroveň | 5. místo         | Čtvrtfinále                           |              |
| 2004/05                      | 1. liga                       | 1. úroveň | 4. místo         | Čtvrtfinále                           | Reorganizace |
| 2005/06                      | Ženská basketbalová liga      | 1. úroveň | 6. místo         | Čtvrtfinále                           |              |
| 2006/07                      | Ženská basketbalová liga      | 1. úroveň | 4. místo         | Zápas o 3. místo (prohra)             |              |
| 2007/08                      | Ženská basketbalová liga      | 1. úroveň | 7. místo         | Čtvrtfinále                           |              |
| 2008/09                      | Ženská basketbalová liga      | 1. úroveň | 6. místo         | Zápas o 7. místo (prohra)             |              |
| 2009/10                      | Ženská basketbalová liga      | 1. úroveň | 8. místo         | Zápas o 7. místo (výhra)              |              |
| 2010/11                      | Ženská basketbalová liga      | 1. úroveň | 8. místo         | Čtvrtfinále                           |              |
| 2011/12                      | Ženská basketbalová liga      | 1. úroveň | 5. místo         | Čtvrtfinále                           |              |
| 2012/13                      | Ženská basketbalová liga      | 1. úroveň | 3. místo         | Zápas o 3. místo (výhra)              |              |
| 2013/14                      | Ženská basketbalová liga      | 1. úroveň | 4. místo         | Zápas o 3. místo (výhra)              |              |
| 2014/15                      | Ženská basketbalová liga      | 1. úroveň | 2. místo         | Finále                                |              |
| 2015/16                      | Ženská basketbalová liga      | 1. úroveň | 3. místo         | Zápas o 3. místo (prohra)             |              |
| 2016/17                      | Ženská basketbalová liga      | 1. úroveň | 2. místo         | Finále                                |              |
| 2017/18                      | Ženská basketbalová liga      | 1. úroveň | 4. místo         | Zápas o 3. místo (prohra)             |              |
| 2018/19                      | Ženská basketbalová liga      | 1. úroveň | 5. místo         | Zápas o 3. místo (výhra)              |              |
| 2019/20                      | Ženská basketbalová liga      | 1. úroveň |                  |                                       |              |
| 2020/21                      | Ženská basketbalová liga      | 1. úroveň | 2. místo         | Finále (prohra)                       |              |
| 2021/22                      | Ženská basketbalová liga      | 1. úroveň | 3. místo         | Zápas o 3. místo (výhra)              |              |
| 2022/23                      | Ženská basketbalová liga      | 1. úroveň | 6. místo         | Zápas o 3. místo (prohra)             |              |
| 2023/24                      | Ženská basketbalová liga      | 1. úroveň | 5. místo         |                                       |              |
| Celoevropské soutěže         |                               |           |                  |                                       |              |
| Sezóny                       | Soutěž                        | Úroveň    | ZČ               | Play-off, nadstavba, sk. o udržení... | Poznámky     |
| 2007/08                      | Central Europe Women's League | 1. úroveň | 2. místo (sk. C) | Nadstavba F (?. místo)                |              |
| 2010/11                      | Central Europe Women's League | 1. úroveň | ?. místo (sk. A) |                                       |              |
| 2018/19                      | Central Europe Women's League | 1. úroveň | 1. místo (sk. A) | Finále                                |              |

## Účast v mezinárodních pohárech
Zdroj: 
| Výkonnostní úrovně                                                              |
| superpohár – Superpohár v basketbalu žen                                        |
| 1. výkonnostní úroveň – Pohár mistrů evropských zemí, Euroliga v basketbalu žen |
| 2. výkonnostní úroveň – Pohár Ronchettiové, EuroCup v basketbalu žen            |

Legenda: EL - Euroliga v basketbalu žen, PMEZ - Pohár mistrů evropských zemí, EC - EuroCup v basketbalu žen, SP - Superpohár v basketbalu žen, PR - Pohár Ronchettiové
- PR 1993/94 – 2. předkolo

Federální pohár v basketbalu žen
- 2022[6] – 1. místo
- 2023[18] – 2. místo